# Série 351 a 370 da CP
A Série 351 a 370 foi um tipo de locomotiva a tracção a vapor, utilizada pela Companhia dos Caminhos de Ferro Portugueses.

## História

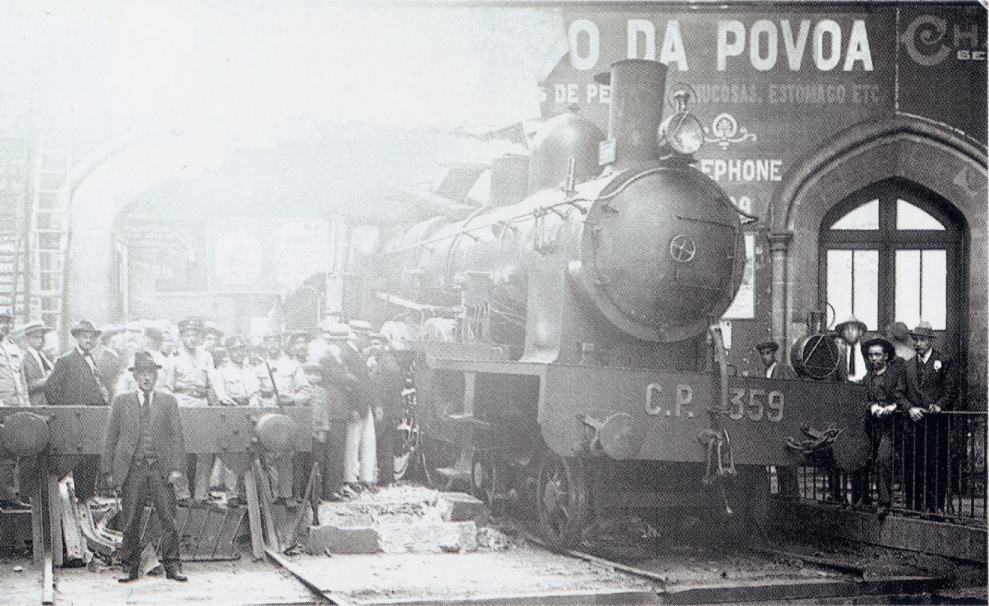
Acidente na Estação Ferroviária de Lisboa-Rossio, com a locomotiva 359.

As locomotivas desta série foram fabricadas entre 1911 e 1913 na Alemanha, pela firma Henschel & Sohn. Devido às elevadas velocidades que podiam atingir e manter, foram adquiridas pela Companhia dos Caminhos de Ferro Portugueses para realizar os comboios rápidos na Linha do Norte, serviços que depressa tomaram exclusivamente devido às suas prestações. Uma das locomotivas desta série ganhou destaque pouco depois do final da Primeira Guerra Mundial quando rebocou, a uma velocidade média de 110 km/h, um comboio especial entre Lisboa e o Entroncamento, onde viajava a bordo o general francês Joseph Joffre.  Devido à natureza do percurso, estima-se que o comboio tenha atingido velocidades de ponta de cerca de 130 km/h.
Em 1 Maio de 1911, a Gazeta dos Caminhos de Ferro noticiou que a companhia tinha realizado várias experiências com estas locomotivas, com excelentes resultados. Em Junho, já estavam ao serviço, rebocando os comboios rápidos para o Porto e Madrid, e o Sud Expresso, escalas que posteriormente partilharam com as locomotivas da Série 501 a 508. Nestes serviços eram normalmente utilizados os melhores maquinistas que a CP dispunha. Na década de 1960, já nos últimos anos de vida útil, foram enviadas para o Barreiro, junto com as sobreviventes das Séries 551 a 560 e 501 a 508, para rebocarem comboios de passageiros entre o Barreiro e Funcheira via Beja.
A locomotiva com o número 357 encontra-se preservada no Museu Nacional Ferroviário no Entroncamento.[carece de fontes?]

## Descrição
Esta série consistia em dez locomotivas com tender, numeradas de 351 a 370. Foram as primeiras locomotivas em Portugal a utilizar o sistema compound, de quatro cilindros e vapor sobreaquecido. Eram do tipo Du Bousquet-De Glehn.
Entre os vários serviços rebocados por esta série, encontravam-se o Sud Expresso, e os comboios rápidos na Linha do Norte, como o Flecha de Prata. Também foram responsáveis por comboios de passageiros na Linha do Alentejo, e o Lusitânia Expresso ate Valência de Alcântara.

## Ficha técnica

### Características gerais
- Tipo de tracção: Vapor[6]
- Fabricante: Henschel & Sohn[1]
- Entrada ao serviço: 1911-1913[1][2]